# Alabagrus tripartitus
Alabagrus tripartitus är en stekelart som först beskrevs av Brulle 1846.  Alabagrus tripartitus ingår i släktet Alabagrus och familjen bracksteklar. Inga underarter finns listade i Catalogue of Life.